# توم كلانسي سبلينتر سيل: بلاكليست
توم كلانسي سبلينتر سيل: بلاكليست (بالإنجليزية: Tom Clancy's Splinter Cell: Blacklist)‏ هي لعبة فيديو من نوع التخفي والتسلل من تطوير يوبي سوفت تورونتو (نسخة الوي يو من تطوير يوبي سوفت شانغهاي) ومن نشر يوبي سوفت. بلاكليست هي الإصدار السادس ضمن سلسلة توم كلانسي سبلينتر سيل وتتمة مباشرة ل‌توم كلانسي سبلينتر سيل: كونفيكشن. صدرت اللعبة في أغسطس 2013 لأجهزة إكس بوكس 360، و‌ميكروسوفت ويندوز، و‌بلاي ستيشن 3 و‌وي يو.
في اللعبة يحاول سام فيشر قائد وحدة مكافحة الأرهاب الخاصة () إيقاف مجموعة إرهابية تدعى «المهندسين» من تنفيذ هجوم يدعى «بلاكليست» على الأراضي الأمريكية.
| استقبال |                                                      |
| --- | ---------------------------------------------------- |
| الدرجات الإجمالية المجموع نقاط غيم رانكينغز (PS3) 85.45% [ 1 ] (X360) 83.81% [ 2 ] (PC) 80.11% [ 3 ] (WIIU) 78.60% [ 4 ] ميتاكريتيك (PS3) 84/100 [ 5 ] (X360) 82/100 [ 6 ] (PC) 82/100 [ 7 ] (WIIU) 75/100 [ 8 ] نتائج المراجعة نشرة نقاط يورو غيمر 8/10 [ 9 ] غيم سبوت 8.0/10 [ 10 ] آي جي إن 9.2/10 [ 11 ] جويستيك [ 12 ] |                                                      |
| الدرجات الإجمالية |                                                      |
| المجموع | نقاط                                                 |
| غيم رانكينغز | (PS3) 85.45% (X360) 83.81% (PC) 80.11% (WIIU) 78.60% |
| ميتاكريتيك | (PS3) 84/100 (X360) 82/100 (PC) 82/100 (WIIU) 75/100 |
| نتائج المراجعة |                                                      |
| نشرة | نقاط                                                 |
| يورو غيمر | 8/10                                                 |
| غيم سبوت | 8.0/10                                               |
| آي جي إن | 9.2/10                                               |
| جويستيك | [ 12 ]                                               |

## وصلات خارجية
- توم كلانسي سبلينتر سيل: بلاكليست على موقع IMDb (الإنجليزية)

- عرض عنوان اللعبة كلانسي سيلينتر سيل بلاكليست على يوتيوب
- الموقع الرسمي